# Oreophorus
Oreophorus is een geslacht van kreeftachtigen uit de klasse van de Malacostraca (hogere kreeftachtigen).

## Soorten
- Oreophorus alcicornis Alcock, 1896
- Oreophorus crosnieri C. G. S. Tan & Ng, 1995
- Oreophorus fenestrus C. G. S. Tan & Ng, 1995
- Oreophorus holthuisi J.-F. Huang, 2010
- Oreophorus horridus Rüppell, 1830
- Oreophorus reticulatus Adams & White, 1849